# Liste theosophischer Stätten und Persönlichkeiten
Dies ist eine Liste theosophischer Stätten, d. h. von Stätten bzw. Orten der praktizierten Theosophie nach Madame Blavatsky (1831–1891) (dargelegt in ihren Werken The Secret Doctrine, The Key to Theosophy und Isis Unveiled usw.), an denen sich Theosophinnen und Theosophen begegnen bzw. begegneten. Sie erhebt keinen Anspruch auf Aktualität oder Vollständigkeit.

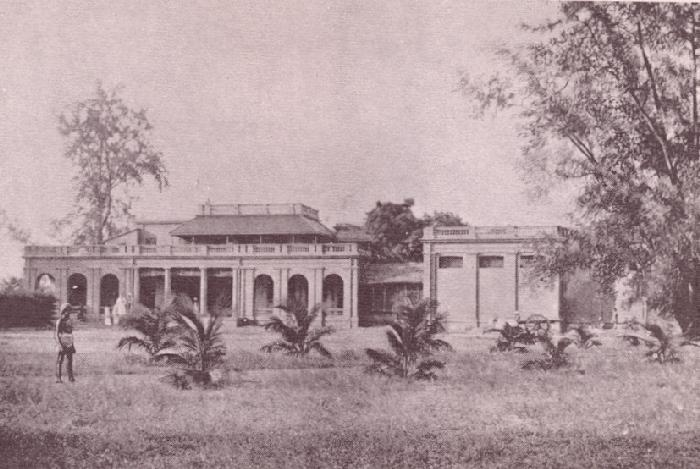
Theosophical Society International Headquarters, Adyar, Indien, im Jahr 1890

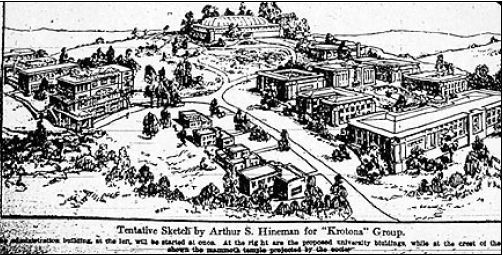
Architekturzeichnung von Krotona, erschienen in der Los Angeles Times am 29. September 1912

Theosophische Gesellschaft im Saal des Münchener Kongress 1907

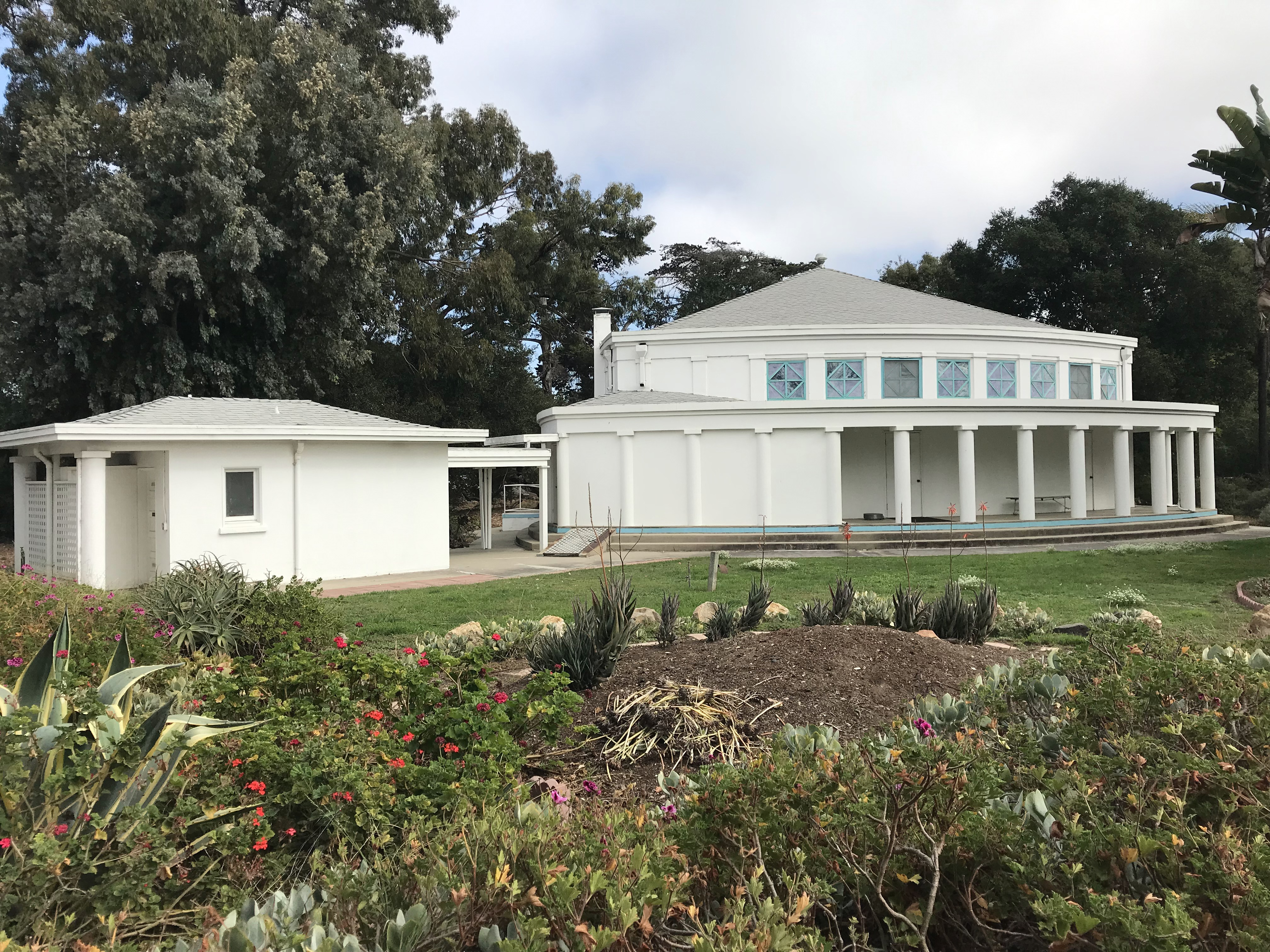
Blue Star Memorial Temple (Halcyon, California)

Helmut Zander weist darauf hin, dass die theosophischen Gesellschaften in den Jahren um 1900 in den meisten größeren Städten in Deutschland Logen bildeten: „Ihre Häuser waren einerseits öffentlich zugänglich, da die Theosophen versuchten, Menschen durch Vorträge oder Einladungen zur Benutzung ihrer Bibliotheken anzulocken; andererseits benötigten die Gesellschaften geschlossene Räume für ihre arkanen Riten, insbesondere für freimaurerische Zeremonien.““

## Übersicht
- The Theosophical Society--Worldwide Headquarters, Adyar, Chennai (früher Madras), Indien
- Krotona, bei Los Angeles, Kalifornien, Vereinigte Staaten # Die Krotona-Kolonie wurde 1912 von Marie Russak in Hollywood gegründet und 1926 nach Ojai in Kalifornien verlegt, wo sie bis heute unter dem Namen Krotona Institute of Theosophy existiert.
- Krotona Institute of Theosophy, Ojai, Kalifornien Webpräsenz
- Theosophische Gesellschaft in Amerika / Theosophical Society in America (veröffentlicht die Zweimonatszeitschrift Quest) # Theosophische Gesellschaft in Amerika (Theosophical Society in America) - Die Theosophische Gesellschaft in Amerika ist eine theosophische Organisation, die aus der 1875 in New York gegründeten Theosophischen Gesellschaft hervorging. Die Spaltung erfolgte am 28. April 1895 unter William Quan Judge.
- Theosophische Gesellschaft in Amerika (Hargrove) oder Theosophical Society in America (Hargrove) war eine theosophische Organisation, welche aus der Theosophischen Gesellschaft in Amerika (TGinA) hervorging
- Theosophical Bookstore (Webseite und Online-Buchladen von Quest Books, dem amerikanischen Zweig des Theosophical Publishing House) Webpräsenz
- Theosophical Society in Australia, Australien
- Campbell Theosophical Research Library, Australien Webpräsenz
- Lomaland
- The Manor, Mosman
- Theosophical Society Adyar
- Theosophical Society Building, Brisbane in Queensland, Australien
- Theosophical Society Building, Christchurch in New Zealand
- Theosophical Society in America
- Theosophical Society in Costa Rica
- Theosophical Society in the Philippines
- Theosophical Society of New York
- Theosophical Society of the Arya Samaj
- Theosophical Society Pasadena
- Theosophical Society Point Loma - Blavatskyhouse
- Temple of the People, gegründet in Syracuse, New York, im Jahr 1898 von William Dower und Francia LaDue, Mitgliedern der Esoteric Section der Theosophical Society. 1903 wurde er nach Halcyon verlegt.
- Deutsche Tempel Verlagsgesellschaft, Berlin
- English Headquarters of the Society, 23 Bedford Square, London.
- Central Hindu College (CHC) in Benares
- Theosophical Society Shanghai, China" [Shanghai Lodge].

## Persönlichkeiten
- Helena Petrovna Blavatsky (1831–1891), russlanddeutsche Okkultistin
- Annie Besant (1847–1933), britische Theosophin, Frauenrechtlerin, Autorin und Politikerin
- Mabel Besant-Scott (1870–1952), englische Theosophin, Rosenkreuzerin und weiblicher Freimaurer; World-President of the Theosophical Society
- Katherine Tingley (1847–1929), US-amerikanische Sozialreformerin, Autorin von esoterischen Werken, Theosophin und Präsidentin der Theosophischen Gesellschaft in Amerika
- Charles Webster Leadbeater (1847–1934), Priester, Theosoph und Okkultist
- Arthur Edward Powell (1882–1969)
- Geoffrey Hodson (1886–1983)
- Henry Steel Olcott (1832–1907), US-amerikanischer Fachmann in der Landwirtschaft und Rechtsanwalt
- William Quan Judge (1851–1896), irisch/US-amerikanischer Rechtsanwalt, Autor von esoterischen Werken